# Salem, nègre du Soudan
Le buste intitulé Salem, nègre du Soudan est une sculpture en bronze et en marbre de 1897 du sculpteur français Paul Loiseau-Rousseau, conservé au Musée de Picardie à Amiens.

## Historique
Cette sculpture est une illustration de la vogue des représentations anthropologiques dans le contexte de la colonisation de l'Afrique par les puissances européennes, à la fin du XIXe siècle. Exposant au Salon depuis 1881, Paul Loiseau-Rousseau obtint en 1892, une bourse qui lui permit de voyager en Afrique et de créer plusieurs œuvres représentant des Africains.  
Exposé au Salon, le buste fut acheté par le baron de Rothschild qui l’offrit au musée de Picardie.
Ce buste contribua, à sa manière, à populariser l'idée de colonisation. Le contexte local doit ici être rappelé : en 1906, se déroula, à Amiens, une exposition internationale. Dans ce cadre, fut inauguré, le 14 mai, un zoo humain appelé « Le village sénégalais » qui rencontra beaucoup de succès.

## Caractéristiques
Le sculpteur a choisi deux matériaux pour représenter son sujet : le bronze et le marbre. Il a réalisé une œuvre d'une grande précision anatomique, la blancheur du marbre composant le vêtement contrastant avec la couleur sombre du bronze utilisé pour représenter le personnage. Cette sculpture à dimension anthropologique connut le succès au Salon de 1897.